# Форбак (округ)
Форба́к (фр. Forbach, fɔʁ'bak) — упразднённый округ во Франции, один из округов в регионе Лотарингия, департамент Мозель. Супрефектура — Форбак.
Численность населения округа в 2006 году составляла 171 779 человек. Плотность населения составляла 306 чел./км². Суммарная площадь округа — 561 км².
Округ упразднён в декабре 2014 года, на основании Декрета № 2014—1721 от 29 декабря 2014 года и с 1 января 2015 года объединён с округом Буле-Мозель в новый округ Форбак — Буле-Мозель в качестве административного центра для 169 коммун департамента Мозель.

## Кантоны
До своего упразднения включал кантоны:
- Сент-Авольд-1 (создан в 1984 году)
- Сент-Авольд-2 (создан в 1984 году)
- Беран-ле-Форбак (центральное бюро — Беран-ле-Форбак) (создан в 1984 году)
- Форбак (центральное бюро — Форбак) (в 1967 году был разделён на кантоны Форбах-1 и Форбах-2, но в 1984 году объединены, одновременно из них были выделены кантоны Беран-ле-Форбак и Стирен-Вандель)
- Фремен-Мерлебак (центральное бюро — Фремен-Мерлебак) (создан в 1967 году)
- Гротенкен (центральное бюро — Гротенкен)
- Стирен-Вандель (центральное бюро — Стирен-Вандель) (создан в 1984 году)